# George Avery
George Avery (Australia, 11 de febrero de 1925-22 de septiembre de 2006) fue un atleta australiano, especialista en la prueba de triple salto en la que llegó a ser subcampeón olímpico en 1948.

## Carrera deportiva
En los JJ. OO. de Londres 1948 ganó la medalla de plata en el triple salto, llegando hasta los 15.36 metros, siendo superado por el sueco Arne Åhman (oro con 15.40 metros) y por delante del turco Ruhi Sarialp (bronce con 15.02 metros).